# Skinnsjön (Hjorteds socken, Småland)
Skinnsjön är en sjö i Västerviks kommun i Småland och ingår i Botorpsströmmens huvudavrinningsområde. Sjön är 38 meter djup, har en yta på 0,735 kvadratkilometer och befinner sig 62,5 meter över havet. Vid provfiske har bland annat abborre, gers, gädda och lake fångats i sjön.

## Delavrinningsområde
Skinnsjön ingår i det delavrinningsområde (639339-152798) som SMHI kallar för Utloppet av Långsjön. Medelhöjden är 80 meter över havet och ytan är 93,74 kvadratkilometer. Räknas de 24 avrinningsområdena uppströms in blir den ackumulerade arean 466,94 kvadratkilometer. Avrinningsområdets utflöde Botorpsströmmen (Tynnsån) mynnar i havet. Avrinningsområdet består mestadels av skog (72 procent). Avrinningsområdet har 9,42 kvadratkilometer vattenytor vilket ger det en sjöprocent på 10 procent.

## Fisk
Vid provfiske har följande fisk fångats i sjön:
- Abborre
- Gärs
- Gädda
- Lake
- Mört
- Nors
- Sarv
- Sutare